# 炒飯症候群
，是指烹煮加熱後的熟米飯和熟麵條等澱粉類食物，放置在一般室溫下超過二小時後，就有可能產生仙人掌桿菌，該細菌會產生Cereulide毒素， 該毒素會破壞及傷害細胞內部的粒腺體，導致細胞無法產生能量和代謝，若毒素劑量小會引發噁心、嘔吐、腹瀉、腸胃不適、發燒，若毒素劑量大就會引發人體多重器官衰竭，甚至死亡。

## 病理史
2008年，比利時一名年紀為20歲的男子，將放置多日未冷藏的熟義大利麵進行微波加熱後，並且當作晚餐食用，結果該男子當晚不斷出現嚴重腹瀉、嘔吐、頭痛等不適反應，他未就醫只是上床休息睡覺，但到了隔日被人發現他早已一覺不醒死在床上。醫學驗屍結果指該男子是因仙人掌桿菌導致食物中毒，最後引發肝臟衰竭和急性胰臟炎死亡。
2016年，美國一名年紀為62歲的女子到一間中式餐廳用餐。該女子點了一份炒飯，食用的過程中無感到明顯異狀，但回家後卻出現嘔吐症狀，隔天一早睡醒還引發呼吸困難症狀，於是請求救護車緊急送醫，最後在加護病房躺了總共8天才康復，法院判決指出炒飯中含有仙人掌桿菌。